# Ladislav Goral
Ladislav Goral (* 18. listopadu 1939 Vác) je romista, hudebník, herec a sociální aktivista.  Zná několik romských dialektů.

## Život
Narodil se v Maďarsku, v chudé rodině, která se pak přestěhovala na Slovensko. Tam během 2. světové války přišel o osm příbuzných včetně maminky. Od roku 1953 žije v Praze. Pracoval v Zemstavu a po absolvování vojenské základní služby pracoval u pražského Montážního závodu spojů; později pak pracoval jako dispečer u pražského dopravního podniku.
Vystudoval večerní průmyslovku. Studoval na Filozofické fakultě Univerzity Karlovy, studia však nedokončil, po třech semestrech byl z politických důvodů ze školy vyloučen.V 2. polovině 60. let 20. stol. pak spolu s Jozefem Fečem (Jožkou Fečem) založil soubor „Romale, aven, imar dživas“, zkráceně „Raidž“, ve kterém hrál na cimbál; s tímto souborem pak 15 let konzertoval po Evropě.  Angažoval se ve prospěch zřízení a udržení romské školy v Praze 3 (Žižkov), jejíž provoz byl zahájen dne 1. září 1968. V 70. letech 20. století založil spolu s romskými sociálními kurátory oddíl pro pražskou romskou mládež.
Od roku 1979 účinkoval jako herec ve filmech a od roku 1982 i v televizních seriálech.
V letech 1990 až 2004 pracoval na Sekretariátu Rady vlády ČR pro národnostní menšiny.
V roce 2009 se stal prvním nositelem ceny Gypsy Spirit.